# États généraux de 1312
Les États généraux de 1312 désignent la convocation des États généraux du royaume de France, par Philippe IV le Bel le 10 février 1312 à Lyon. Le roi cherche à défendre la dissolution de l'Ordre du Temple, dont la culpabilité des membres avait déjà été proclamée par les États généraux de 1308. Cet événement mènera à l'abolition effective des Templiers par le pape Clément V.
Le choix du lieu permet également à Philippe le Bel d'affirmer sa souveraineté sur la ville de Lyon, dont l'archevêque Pierre de Savoie est contraint en avril de lui transférer tous ses pouvoirs temporels.